# Alfa Romeo 690T
Der Alfa Romeo 690T ist ein V6-Ottomotor mit Biturbo-Aufladung des Automobilherstellers Alfa Romeo. Er wird seit 2015 hergestellt und ist in mehreren Leistungsstufen ausgeführt. Aktuell gibt es den 690T ausschließlich in den Quadrifoglio-Modellen von Giulia und Stelvio. Der Motor wird im Stellantis-Motorenwerk in Termoli produziert.
Oft wird im Journalismus oder im Internet behauptet, dass es sich hierbei um den Ferrari-Motor F154 aus dem California T mit zwei abgeschnittenen Zylindern handelt. Der Alfa Romeo 690T wurde unter der Leitung von Gianluca Pivetti neu entwickelt, einem ehemaligen Ferrari-Ingenieur, der maßgeblich an der Entwicklung des F154 beteiligt war. Um Entwicklungskosten- und Zeit zu sparen, nutzte Alfa Romeo Pivettis Erfahrungen und nahm die Spezifikationen des F154, von der man wusste, dass sie gut funktionieren würden. Trotz dieser Gemeinsamkeiten ist das Ergebnis ein Motor mit anderem Hubraum, anderer Zylinderzahl, einer anderen Kurbelwelle, einer höheren spezifischen Leistung und weiteren wesentlichen Unterschieden, die über die zwei fehlenden Zylinder hinausgehen.

## Entwicklung
Um zu den Wurzeln zurückzukehren und Alfa Romeo zu stärken, veröffentlichte man im Mai 2014 ein Konzeptpapier, in dem man die geplante Zukunft der Marke für die Jahre 2015 und 2016 zeigte.
Dafür wurde Giorgio entwickelt, eine neue Plattform für Hinterradgetriebene Fahrzeuge. Der 690T, der Teil des umfassenderen Projekts der Giorgio-Plattform ist, entsteht aus dem Bedürfnis heraus, Alfa Romeo eine eigene, neue und spezifische Architektur zu verleihen, die im Einklang mit den ursprünglichen Merkmalen der Marke vollständig in Italien entwickelt und produziert wird.
Der Vorgänger, der V6 3,2 JTS, der auf dem GM HFV6 basierte, wurde als unzureichend angesehen. Zehn Jahre nach dem letzten, in den 1970er Jahren von Giuseppe Busso entwickelten V-Motor, dem V6 Busso, der im Dezember 2005 aus der Produktion ging, entwickelt Alfa Romeo einen neuen V6-Motor. Zu diesem Zweck stellte Sergio Marchionne ein Team von Ingenieuren zusammen, das neue Motoren für Alfa Romeo entwickeln sollte. Für die Entwicklung der Ottomotoren wurde der ehemalige Ferrari-Ingenieur Gianluca Pivetti beauftragt. Unter seiner Leitung entwickelte Alfa Romeo den 690T und den 2,0-Liter Vierzylinder GME T4.
Ursprünglich sollte der Motor 338 kW (460 PS) leisten, doch die strukturellen Möglichkeiten der Giorgio-Plattform ermöglichte es die Leistung auf bis zu 375 kW (510 PS) zu steigern.
Die Investitionskosten für die Entwicklung, der zusätzlichen Produktionslinie und Maschinerie in Termoli beliefen sich auf über eine halbe Milliarde Euro.

## Technik
Der 690T ist ein V6-Motor mit 90° Zylinderbankwinkel 86,5 mm Bohrung, 82 mm Hub, einem Hubraum von 2891 cm3 und zwei einzelnen (Single-Scroll) Turboladern von IHI, der in seiner Standardausführung 375 kW (510 PS) bei 6500/min leistet und ein maximales Drehmoment von 600 Nm bei 2000/min bis 5000/min erreicht. Die Benzindirekteinspritzung arbeitet aktuell mit einem Systemdruck von 200 bar, für die Zukunft ist eine Anhebung auf 350 bar möglich.

### Konstruktion
Der als Closed-Deck konstruierte Motorblock ist, wie auch Zylinderkopf und Kurbelgehäuse, aus Aluminium gefertigt. Für höhere Steifigkeit sind Lagerdeckel und das Gehäuseunterteil in einem Stück gegossen und durch 16 Bolzen mit dem Oberteil verbunden. Auch die Ölwanne ist aus Aluminium. Der Druck im Kurbelgehäuse und das „Pumpen“ der Kolben wird durch Membranventile zwischen Gehäuseunterteil und Ölwanne verringert.  Die Kolben sind aus geschmiedetem Aluminium und laufen in Laufbuchsen aus Stahl. Die Gleitflächen der Laufbuchsen sind mit Siliziumkarbid beschichtet, womit der Blow-by-Effekt begrenzt und der Ölverbrauch reduziert wird. Die Kurbelwelle besteht aus mit Vanadium legierten Stahl und wird aus einem 9 kg schweren Rohling geschmiedet. Am Ende wird sie wie bei Ferrari durch Gasnitrieren gehärtet. Andere Hersteller, auch im Motorenbau für die Formel 1, härten induktiv nur die Kurbelzapfen und Hauptlager. Die Pleuel sind aus Stahl geschmiedet. Für die GTA- und GTAm-Modelle, die mit der leistungsstärkeren Variante des Motors mit 397 kW (540 PS) ausgestattet sind, werden verstärkte Pleuelstangen verwendet.

### Ventiltrieb & Zylinderabschaltung
Der Motor hat vier obenliegende Nockenwellen (DOHC), die über zwei Steuerketten angetrieben werden, eine für jede Zylinderbank. Die vier Ventile pro Zylinder werden über Rollenschlepphebel betätigt, die sich auf Hydroliftern abstützen. Die rechte Zylinderbank lässt sich durch Deaktivieren der Abstützung abschalten.  Zusätzlich wurde ein Magnetventil eingebaut, das den Ölfluss zum still stehenden Turbolader unterbricht, da sonst Öl durch die dynamischen Dichtungen (Wellendichtringe) in den Auspuff gelangt.

### Kühlung & Schmierung
Es wird eine verstellbare Drehschieber-Ölpumpe eingesetzt, deren Druck entweder 1,5 oder 4,1 bar betragen kann. Niedriger Druck verringert den Kraftstoffverbrauch. Angetrieben wird sie mit einer Kette, im Verhältnis 1:1, über ein Ritzel auf der Kurbelwelle. In der Mitte des „V“, also zwischen den Zylinderbänken, sitzt der Plattenwärmetauscher zur Kühlung des Öls. Die 540 PS-Variante des Motors, die in den GTA und GTAm Modellen eingesetzt wird, hat eine verbesserte Kolbenbodenkühlung und einem zusätzlichen Ölkühler.
Der primäre Kühlkreislauf kühlt Motor, Öl und Turbolader über eine mechanisch angetriebene Wasserpumpe. Das Wasser durchströmt den Motor in Querrichtung, von außen nach innen, um alle Zylinder gleichmäßig zu kühlen. Zwei Ladeluftkühler, einer für jede Zylinderbank, führen über einen sekundären Kühlkreislauf mit einer elektrischen Wasserpumpe die Kompressionswärme ab.

## Varianten
| Fahrzeugmodell                                                         | Leistung (kW/PS)             | Drehmoment (Nm)     |
| ---------------------------------------------------------------------- | ---------------------------- | ------------------- |
| Giulia Quadrifoglio Stelvio Quadrifoglio                               | 375 kW (510 PS) bei 6500/min | 600 Nm bei 2500/min |
| Giulia Quadrifoglio NRING Stelvio Quadrifoglio NRING                   | 375 kW (510 PS) bei 6500/min | 600 Nm bei 2500/min |
| Giulia Quadrifoglio Racing Edition Stelvio Quadrifoglio Racing Edition | 382 kW (520 PS) bei 6500/min | 600 Nm bei 2500/min |
| Giulia GTA/GTAm                                                        | 397 kW (540 PS) bei 6500/min | 600 Nm bei 2500/min |
| Giulia SWB Zagato                                                      | 397 kW (540 PS) bei 6500/min | 600 Nm bei 2500/min |
| Giulia Quadrifoglio Facelift Stelvio Quadrifoglio Facelift             | 382 kW (520 PS) bei 6500/min | 600 Nm bei 2500/min |